# 普雷斯頓路站
普雷斯頓路站（英語：Preston Road tube station）是倫敦地鐵的一個車站，位於普雷斯頓地區。普雷斯頓路站是大都會線的車站，只有每站都停的列車才會在本站停車。車站位於倫敦第4收費區。